# Max Steel (film)
Max Steel is een Amerikaanse actiefilm uit 2016. De film is gebaseerd op de Max Steel actiefiguren van het speelgoedbedrijf Mattel. De film werd heel slecht ontvangen en behaalde een zeldzame 0%-score op Rotten Tomatoes. Dit betekent dat alle recensies verzameld door de website negatief waren. Het wist wereldwijd maar 6.3 miljoen dollar op te brengen terwijl het een budget had van 10 miljoen dollar. Hierdoor wordt de film als een flop gezien.

## Rolverdeling
- Ben Winchell - Maxwell "Max" McGrath / Max Steel
- Josh Brener - De stem van Steel
- Ana Villafañe - Sofia Martinez
- Andy García - Dr. Miles Edwards
- Maria Bello - Molly McGrath
- Mike Doyle - Jim McGrath
- Billy Slaughter - Agent Murphy